# Підгорський Валентин Степанович
Підгорський Валентин Степанович — вчений у галузі мікробіології, мікробної біотехнології та мікробіологічних методів захисту довкілля, академік Національна академія наук України (2006), заслужений діяч науки і техніки України, лауреат Державної премії України в галузі науки і техніки.

### Освіта
Вищу освіту здобув на ветеринарному факультеті Української сільськогосподарської академії

### Наукова діяльність
Свій шлях до наукових вершин Валентин Степанович розпочав у 1961 р. з посади старшого лаборанта академічного Інституту мікробіології і вірусології ім. Д. К. Заболотного, який він нині очолює.
Наукові зацікавлення В. С. Підгорського — це, передусім, дослідження фундаментальних питань регуляції росту і біосинтетичної активності дріжджів, молочнокислих бактерій, нокардіо- та коринеподібних бактерій, їх систематичного положення і закономірностей поширення у природі; розробка нових біотехнологічних препаратів, продуктів і процесів для промисловості, медицини, сільського господарства та охорони довкілля.
В. С. Підгорський уперше виділив і досконало вивчив дріжджі, здатні засвоювати метиловий спирт, показав подвійне лімітування їхнього росту метанолом і киснем, створив математичну модель росту дріжджів, яка ґрунтується на кінетиці бісубстратних ферментативних реакцій. Вивчаючи систематичне положення окремих видів дріжджів роду Candida, він визначив їхній таксономічний статус і встановив генетичну спорідненість з аскоспоровими видами роду Pichia. Під науковим керівництвом Валентина Степановича виконані роботи з дослідження впливу електромагнітного випромінювання на фізіолого-біохімічні та поверхнево-структурні властивості дріжджів.
Велику увагу вчений приділяє селекції штамів нокардіоподібних бактерій, здатних до активної деструкції вуглеводнів нафти, зокрема нафтових олив. Виявлені механізми утилізації цього гідрофобного субстрату, які включають процеси емульгування і гідрофілізацію поверхні краплин позаклітинними біосурфактантними комплексами. Сучасні методи досліджень ксенобіотиків дали змогу визначити їхню резистентність до високих концентрацій кисневмісних аніонів (хлоратів, перхлоратів, хроматів) і здатність використовувати їх як термінальні акцептори електронів в анаеробному диханні бактерій. В. С. Підгорський і співробітники встановили, що бактерії роду Bacillus можуть синтезувати лектини з високою специфічністю до певних цукрів, які розпізнають тонкі відмінності у структурі вуглеводвмісних біополімерів і виявляють вибірковий стимулюючий ефект стосовно лімфоцитів як індукатор синтезу гама-інтерферону.
У науковій творчості В. С. Підгорського схильність до фундаментальних досліджень поєднується з пильною увагою до роз в'язання прикладних проблем. Під безпосереднім керівництвом Валентина Степановича розроблені і впроваджені оригінальні мікробіотехнологічні схеми очищення стічних вод від важких металів, запропоновано біосорбент, який звільняє довкілля від забруднення нафтою і наф топродуктами. Значним є внесок ученого у створення біотехнології виробництва дріжджового білка на відходах сільськогосподарської сировини. Окремо слід відзначити його активну участь у розробці й освоєнні нового технологічного процесу виробництва гама-інтерферону, нетрадиційних продуктів харчування, препаратів із використанням біологічно цінних властивостей молочнокислих бактерій.
Перу В. С. Підгорського належить:
- понад 330 наукових праць,
- три монографії.
- 45 авторських свідоцтв на винаходи.

Велику увагу вчений приділяє підготовці майбутніх фахівців-мікробіологів. Протягом багатьох років він викладає у Київському національному університеті ім. Тараса Шевченка. Під його науковим керівництвом підготовлено три доктори і 15 кандидатів наук.
Валентин Степанович веде активну науково-організаційну та громадську роботу. Він є:
- головою Наукової ради при НАН України з проблеми «Мікробіологія»,
- президентом Товариства мікробіологів України,
- головним редактором «Мікробіологічного журналу»,
- членом редколегії наукового журналу «Біотехнологія» та міжнародного науково-технічного журналу «Химия и технология воды»,
- головою Спеціалізованої вченої ради із захисту докторських дисертацій зі спеціальностей «мікробіологія», «вірусологія і біотехнологія» при Інституті мікробіології і вірусології ім. Д. К. Заболотного НАН України.
- керує державною науково-технічною програмою «Мікробні біотехнології» при Міністерстві освіти і науки України.

Внесок Валентина Степановича у розвиток вітчизняної науки відзначено нагородами та преміями:
- Заслужений діяч науки і техніки України.
- Лауреат Державної премії України в галузі науки і техніки, академічних премій імені Д. К. Заболотного та імені І. І. Мечникова.
- За досягнення у галузі мікробіології нагороджений Почесною грамотою Верховної Ради України.